# Caccinia strigosa
Caccinia strigosa là loài thực vật có hoa trong họ Mồ hôi. Loài này được Boiss. mô tả khoa học đầu tiên năm 1849.